# Лудия Макс 3
„Лудия Макс 3“ (на английски: Mad Max Beyond Thunderdome), известен още като „Лудия Макс 3: Отвъд Клетката на смъртта“, е австралийски постапокалиптичен екшън филм от 1985 г., режисиран от Джордж Милър и Джордж Огилви.
Той е третият от филмовата поредица „Лудия Макс“.

## Български дублажи
| Преводач            | Мая Илиева                                                                                 |
| Редактор            | Даниела Григорова                                                                          |
| Тонрежисьор         | Трендафилка Немска                                                                         |
| Режисьор на дублажа | Димитър Караджов                                                                           |
| Озвучаващи артисти  | Живка Донева Албена Чакърова Марин Янев Александър Воронов Ивайло Велчев Христо Чешмеджиев |

| Озвучаващи артисти | Васил Бинев |